# Stenasellus costai
Stenasellus costai är en kräftdjursart som beskrevs av Lanza, Chelazzi och Messana 1970. Stenasellus costai ingår i släktet Stenasellus och familjen Stenasellidae. Inga underarter finns listade i Catalogue of Life.